# Pintye vitéz
Grigore Pintea vagy ismertebb nevén Pintye vitéz (Hollómező, 1670. február 25. – Nagybánya, 1703. augusztus 14.) híres erdélyi román betyár.

## Élete
1670-ben született Hollómezőn, Belső-Szolnok vármegyében, Magyarlápos környékén, román kisnemesek gyermekeként. A legenda szerint konfliktusba került a környékbeli nemesekkel azok túlkapásai miatt, ezért úgy döntött, hogy küzdeni fog az általuk folytatott igazságtalanságok ellen. A máramarosi erdőségekbe menekült, ahol betyárrá vált, majd évek múltával visszatért és rettegésben tartotta a környék nemességét, akik az elfogatását sürgették, azonban ő a legenda szerint minden alkalommal megmenekült.
A létező adatok szerint is Hollómezőn született román kisnemesi család sarjaként, azon nemesi család egyik fiaként, melynek egyik tagja, Ioan Cupşa 1681-ben megalapította a füzesmikolai kolostort. Azonban a legenda több más aspektusa nem a teljes valóságot tükrözi.
Az I. Lipót ideje alatt bevezetett törvények, melyek főleg a katonai szolgálatra és az adózási kötelességekre vonatkoztak, éles ellenállásba ütköztek Erdélyben is, ezen ellenállás pedig a Rákóczi-szabadságharchoz vezetett. II. Rákóczi Ferenc a nép elégedetlenségét kihasználva és a jobbágyság támogatására, valamint I. Péter orosz cár és XIV. Lajos francia király katonai és pénzbeli segítségére számítva állt a harcok élére. Pintye vitéz kapitányként szolgált Rákóczi seregében, a korabeli írások pedig tanult emberként mutatják be, aki több idegen nyelven is beszélt, és jól értett a csaták taktikai megszervezéséhez. Nicolae Densușianu román történész a 17. század egyik legjelentősebb román emberének nevezi, e mellett szóló érv az is, hogy nemcsak harci tudása volt kiemelkedő, hanem diplomáciai érzéke is, amelynek köszönhetően kedvező feltételeket tudott kialkudni 1700-ban Szatmár vármegye katonai parancsnokságánál.

## Halála
1703-ban több erdélyi város is a kurucok megszállása alá került. Augusztusban Pintye Gligor az oláh kurucokkal Nagybányára ment, hogy a várost Rákóczi oldalára állítsa, vagy elfoglalja, mivel a császáriak el akarták szállítani az ottani pénzverő eszközöket. A városban halálos lőtt sebet kapott a vár déli kapujához közel.
Feltételezett sírhelye a gutini hágónak szinte a tetején van, a Nagybánya felé vezető ereszkedőn. Itt egy márványtábla van elhelyezve, amelyen az áll: Legenda spune că Pintea Viteazul a cărui viaţă a fost curmată de uneltirile nobililor din Baia Mare la 7 august 1703 a fost înmormântat în acest loc de către oştenii săi, amelynek magyar jelentése: A legenda szerint itt temették el katonái Pintye vitézt, akit a nagybányai cselszövő nemesek 1703. augusztus 7-én megöltek.

### Film
- Román történelmi kalandfilm - A szegények kapitánya

## Fordítás
- Ez a szócikk részben vagy egészben  a   Pintea Viteazul című román Wikipédia-szócikk ezen változatának fordításán alapul.  Az eredeti cikk szerkesztőit annak laptörténete sorolja fel. Ez a jelzés csupán a megfogalmazás eredetét és a szerzői jogokat jelzi, nem szolgál a cikkben szereplő információk forrásmegjelöléseként.